# Bhachāu
Bhachāu är en ort i Indien.   Den ligger i distriktet Kachchh och delstaten Gujarat, i den västra delen av landet, 900 km sydväst om huvudstaden New Delhi. Bhachāu ligger 44 meter över havet och antalet invånare är 24 044.
Terrängen runt Bhachāu är platt. Runt Bhachāu är det ganska tätbefolkat, med 56 invånare per kvadratkilometer. Det finns inga andra samhällen i närheten. Omgivningarna runt Bhachāu är i huvudsak ett öppet busklandskap.